# Rogue River (riu d'Oregon)
Rogue River (yan-shuu-chit’ taa-ghii~-li~’ en tolowa tak-elam en takelma) és un riu al sud-oest d'Oregon als Estats Units que discorre unes 215 milles (346 km) en direcció est - oest des de la Serralada de les Cascades fins a l'oceà Pacífic . Conegut per la migració dels salmons, el ràfting d'aigües braves i el paisatge accidentat, fou un dels vuit rius originals esmentats a la Wild and Scenic Rivers Act (traduïble com llei de rius salvatges i paisatgístics) del 1968. Neix prop del Crater Lake, que ocupa la caldera deixada per l'explosiva erupció volcànica i l'enfonsament del mont Mazama, el riu travessa les High Cascades geològicament joves i les més antigues Western Cascades, una altra província volcànica. Més a l'oest, el riu passa per múltiples terranes exòtics de les Klamath Mountains més antigues. A la secció de Kalmiopsis Wilderness de la conca del Rogue hi ha alguns dels millors exemples mundials de roques que formen el mantell terrestre. A prop de la desembocadura del riu s'hi han trobat els únics fragments de dinosaures descoberts a Oregon a la formació Otter Point, al llarg de la costa del comtat de Curry.
La gent ha viscut al voltant del Rogue i els seus afluents durant almenys 8.500 anys. Els exploradors europeus feren el primer contacte amb els nadius americans (indis) a finals del segle XVIII i aquells iniciaren a la regió la caça de castors entre altres activitats. Es produïren enfrontaments entre nadius i caçadors, de vegades mortals, i més tard entre nadius i miners i colons europeus . Aquestes lluites culminaren amb les guerres Rogue River de 1855–56 i l'expulsió de la majoria dels nadius a les reserves fora de la conca. Passada la guerra els colons s'expandiren a zones remotes de la conca hidrogràfica establint-hi petites granges al llarg del riu entre Grave Creek i la desembocadura del riu Illinois. Estaven relativament aïllats del món exterior fins al 1895, quan el Post Office Department (literalment "departament de correus") afegí el servei de vaixells de correu al llarg del Rogue inferior. A partir del 2010 el Rogue té una de les dues rutes rurals de vaixells postals que queden als Estats Units.
La construcció i eliminació de preses al llarg del Rogue ha generat polèmica durant més d'un segle; alguns vigilantes descontents, majoritàriament pescadors de salmó, dinamitaren una primera presa per al bloqueig de peixos (Ament) fou dinamitada per vigilants. El 2010 s'havien eliminat totes les preses del curs principal aigües avall d'una enorme estructura de control d'inundacions a 157 milles (253 km) de la desembocadura. A banda de les preses, les altes temperatures de l'aigua també amenacen les poblacions de salmó. Encara que de vegades massa càlid per als salmònids, el curs principal del Rogue és relativament net, situant-se entre el 85 i el 97 (en una escala de 0 a 100) a l'índex de qualitat de l'aigua d'Oregon (Oregon Water Quality Index, OWQI).
Encara que la vall del Rogue prop de Medford és parcialment urbana, la densitat mitjana de població de la conca del Rogue és de 32 persones per milla quadrada (12 habitants per km2). Diversos ponts històrics creuen el riu prop de les àrees més poblades. Hi ha molts parcs públics, rutes de senderisme i càmpings a prop del riu, que travessa majoritàriament boscos, inclosos boscos nacionals. La biodiversitat a moltes parts de la conca és elevada; els boscos temperats de coníferes de Klamath-Siskiyou, que s'estenen a la conca sud-oest del Rogue, son entre els quatre més diverses d'aquesta mena al món.

## Curs

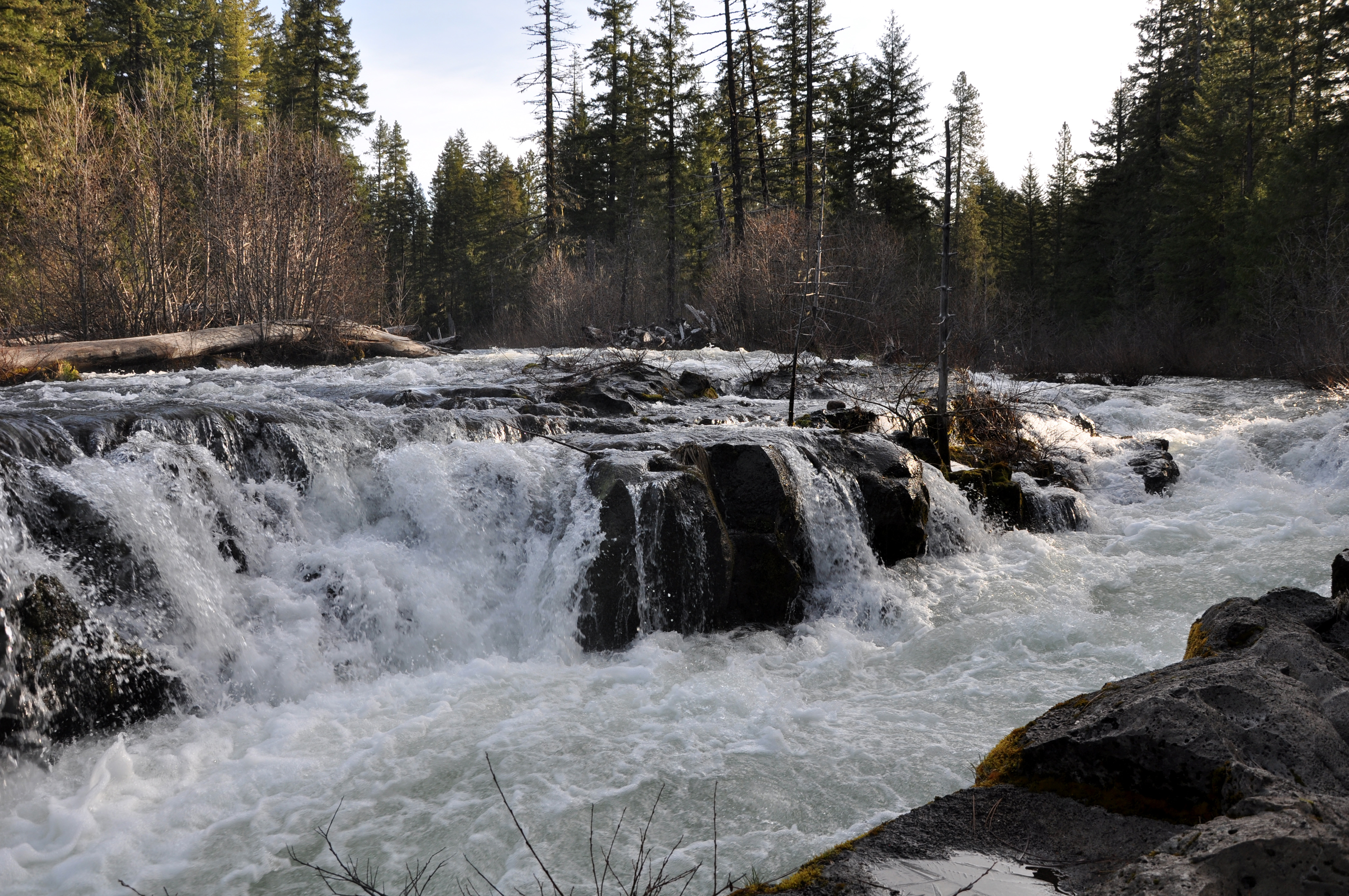
La part superior del Rogue es dirigeix cap a Rogue River Gorge prop de Union Creek, Oregon.

El riu Rogue comença a Boundary Springs, a la frontera entre els comtats de Klamath i Douglas, prop del marge nord del Parc Nacional Crater Lake. Tot i que canvia de direcció molts cops, principalment davalla cap a l'oest durant 215 milles (346 km) des de la Serralada de les Cascades travessant el Rogue River – Siskiyou National Forest i les Klamath Mountains fins a l'oceà Pacífic a Gold Beach. Entre les comunitats al peu del seu curs hi ha Union Creek, Prospect, Trail, Shady Cove, Gold Hill i Rogue River, totes al comtat de Jackson ; Grants Pass i Galice al comtat de Josephine; i Agness, Wedderburn i Gold Beach al comtat de Curry. Entre els afluents més notables hi ha el riu South Fork Rogue River, Elk Creek, Larson Creek, Bear Creek, el riu Applegate i el riu Illinois. Partint de 5,320 peus (1,622 m) sobre el nivell del mar, el riu davalla més d'1 milla (1.6 km) en arribar al Pacífic. Fou un dels vuit rius primigenis inclosos a la National Wild and Scenic Rivers Act de 1968, que incloïa 84 milles (135 km) del Rogue, des de 7 milles (11.3 km) a l'oest de Grants Pass a 11 milles (18 km) a l'est de la desembocadura a Gold Beach. El 1988 40 milles (64 km) del Rogue entre el Parc Nacional Crater Lake i la comunitat no incorporada de Prospect fou declarada Wild and Scenic. De la longitud total del riu, 124 milles (200 km), un 58% és Wild and Scenic. El Rogue és un dels tres rius que neixen a les Cascade Range d'Oregon o a l'est d'aquestes i desemboquen a l'oceà Pacífic.  Els altres són el riu Umpqua i el riu Klamath. Aquests tres rius del sud d'Oregon drenen muntanyes al sud de la vall de Willamette ; el riu Willamette i els seus afluents desemboquen al nord al llarg de Willamette Valley cap al Columbia,  que neix a la Colúmbia Britànica en comptes d'Oregon.

### Cabal
El Servei Geològic dels Estats Units (USGS) manté cinc punts d'aforament al llarg del Rogue. Son, de dalt a baix, a prop de Prospect, Eagle Point, Central Point, Grants Pass i Agness. Entre 1960 i 2007 l'ample Agness a la milla del riu (RM) 29,7 o quilòmetre fluvial (RK) 47,8 el cabal mitjà registrat fou de 6,622 peus cúbics per segon (188 m3/s) . El cabal màxim durant aquest període fou de 290,000 peus cúbics per segon (8,200 m3/s) el 23 de desembre de 1964, i el cabal mínim fou de 608 peus cúbics per segon (17 m3/s) els dies 9 i 10 de juliol del 1968. Allà s'abasta una conca de 3,939 milles quadrades (10,202 km2)  , o uns 76% de tota la conca del Rogue. El cabal màxim es va produir entre desembre de 1964 i gener de 1965 durant la riuada de Nadal del 1964, que va ser qualificada pel Servei Meteorològic Nacional com un dels 10 principals esdeveniments meteorològics d'Oregon del segle XX .

## Conca hidrogràfica

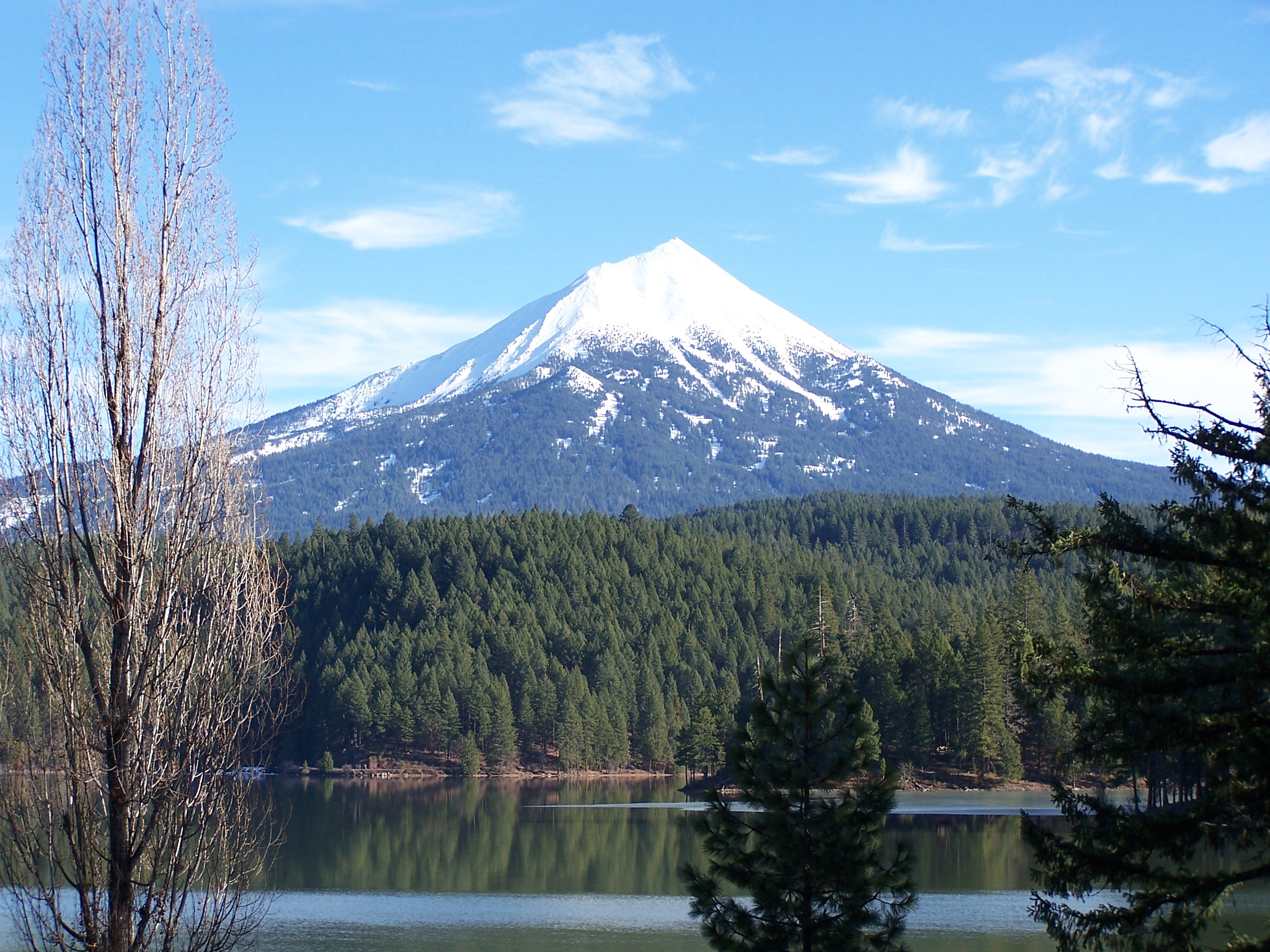
Mount McLoughlin, el punt més alt de la conca del riu Rogue

Amb  5,156 milles quadrades (13,350 km2) la conca del Rogue compren part dels comtats de Jackson, Josephine, Curry, Douglas i Klamath al sud-oest d'Oregon i els comtats de Siskiyou i Del Norte al nord de Califòrnia.  La seva conca escarpada i accidentada s'estén des del flanc occidental de la Serralada de les Cascades fins al flanc nord-est de les muntanyes Siskiyou, variant en altitud des dels 9,485 peus (2,891 m) al cim del mont McLoughlin (a les Cascades) al nivell del mar 0 peus (0 m), a la seva desembocadura a l'oceà.  La conca limita a l'est amb les del riu Williamson, el llac Upper Klamath i el Upper Klamath River; els rius Klamath inferior, Smith i Chetco al sud; els rius North Umpqua, South Umpqua, Coquille i Sixes, al nord, i l'oceà Pacífic a l'oest. 
L'any 2000 el comtat de Jackson tenia una població d'uns 181.300 habitants, la majoria d'aquests a les ciutats de Rogue River Valley d'Ashland (19.500), Talent (5.600), Phoenix (4.100), Medford (63.200), Central Point (12.500) i Jacksonville (2.200).  Altres del comtat de Jackson vivien a les ciutats de Shady Cove (2.300), Eagle Point (4.800), Butte Falls (400) i Rogue River (1.800). El comtat de Josephine tenia una població de 75.700 habitants, incloses les ciutats de Grants Pass (23.000) i Cave Junction (1.400).  Gold Beach (1.900) és l'única ciutat del comtat de Curry (21.100) a la conca del Rogue. A la conca només hi ha petites àrees poc habitades als comtats de Klamath i Douglas a Oregon  i als comtats de Siskiyou i Del Norte a Califòrnia. La densitat de població mitjana de la conca hidrogràfica és d'unes 32 persones per milla quadrada (12,4 hab./km2). 

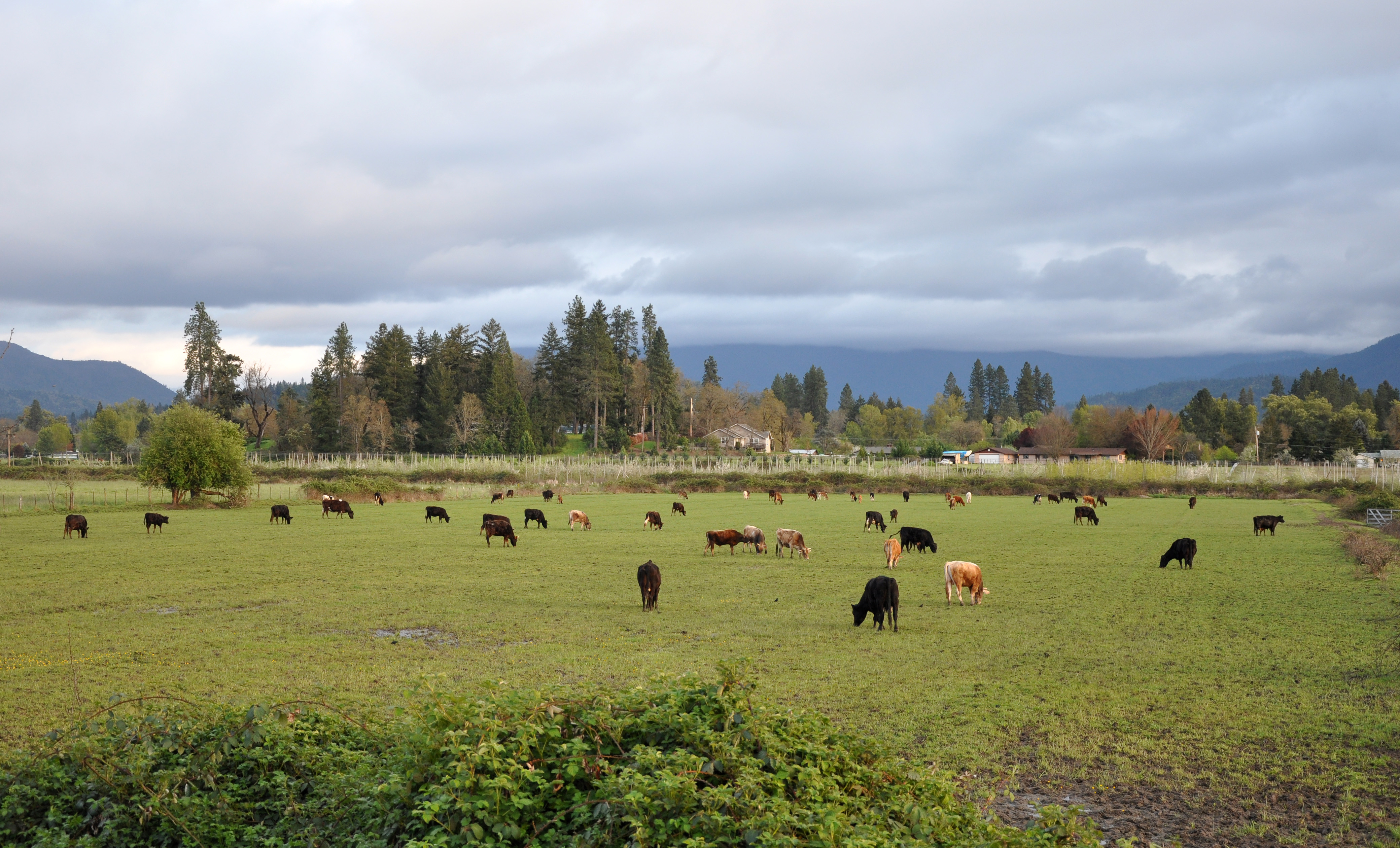
El bestiar pastura prop de Grants Pass. Uns 6% de la conca es dedica a l'agricultura.

Moltes entitats superposades, com ara la ciutat, el comtat, l'estat i els governs federals, comparteixen jurisdicció a parts de la conca hidrogràfica. Un 60% de la conca és de propietat pública i està gestionat pel Servei Forestal dels Estats Units, l'Oficina de Gestió de Terres (BLM) i el United States Bureau of Reclamation. Segons les disposicions de la Clean Water Act (traduïble com llei d'aigua neta), l'Agència de Protecció del Medi Ambient (EPA), assistida pel Departament de Qualitat Ambiental d'Oregon (DEQ) i altres agències d'ambdós estats, s'encarreguen de controlar la contaminació de l'aigua a la conca.  Els boscos nacionals dels Estats Units i altres boscos cobreixen un 83% de la conca; un altre 6% són pastures, un 3% d'arbustos, i només un 0,2 % d'aiguamolls .  Les àrees urbanes representen una mica menys de l'1% i les granges un 6%. 
Les precipitacions a la conca del Rogue varien molt d'un lloc a un altre i d'una estació a l'altra. A Gold Beach a la costa del Pacífic té una mitjana d'unes 80 polzades (2,000 mm) a l'any, mentre que a Ashland, que és a l'interior, té una mitjana d'unes 20 polzades (510 mm) .  La precipitació mitjana anual per a tota la conca és d'unes 38 polzades (970 mm) .  La major part d'aquestes cauen durant l'hivern i la primavera, i els estius són eixuts.  A cotes elevades de les Cascades bona part de la precipitació arriba en forma de neu i s'infiltra en els sòls volcànics permeables; la fusió de la neu contribueix als cabals dels rierols a la conca superior durant els mesos secs.  Al llarg del riu Illinois, a la conca baixa, la major part de la precipitació cau en forma de pluja en sòls poc profunds; La ràpida escorrentia provoca cabals elevats durant les tempestes d'hivern i cabals baixos durant l'estiu sec.  Les temperatures mitjanes mensuals per a tota la conca oscil·len entre els 68 °F (20 °C) al juliol i l'agost fins als 40 °F (4 °C) al desembre.  A la conca les temperatures locals varien amb l'alçada. 

## Geologia

### High i Western Cascades

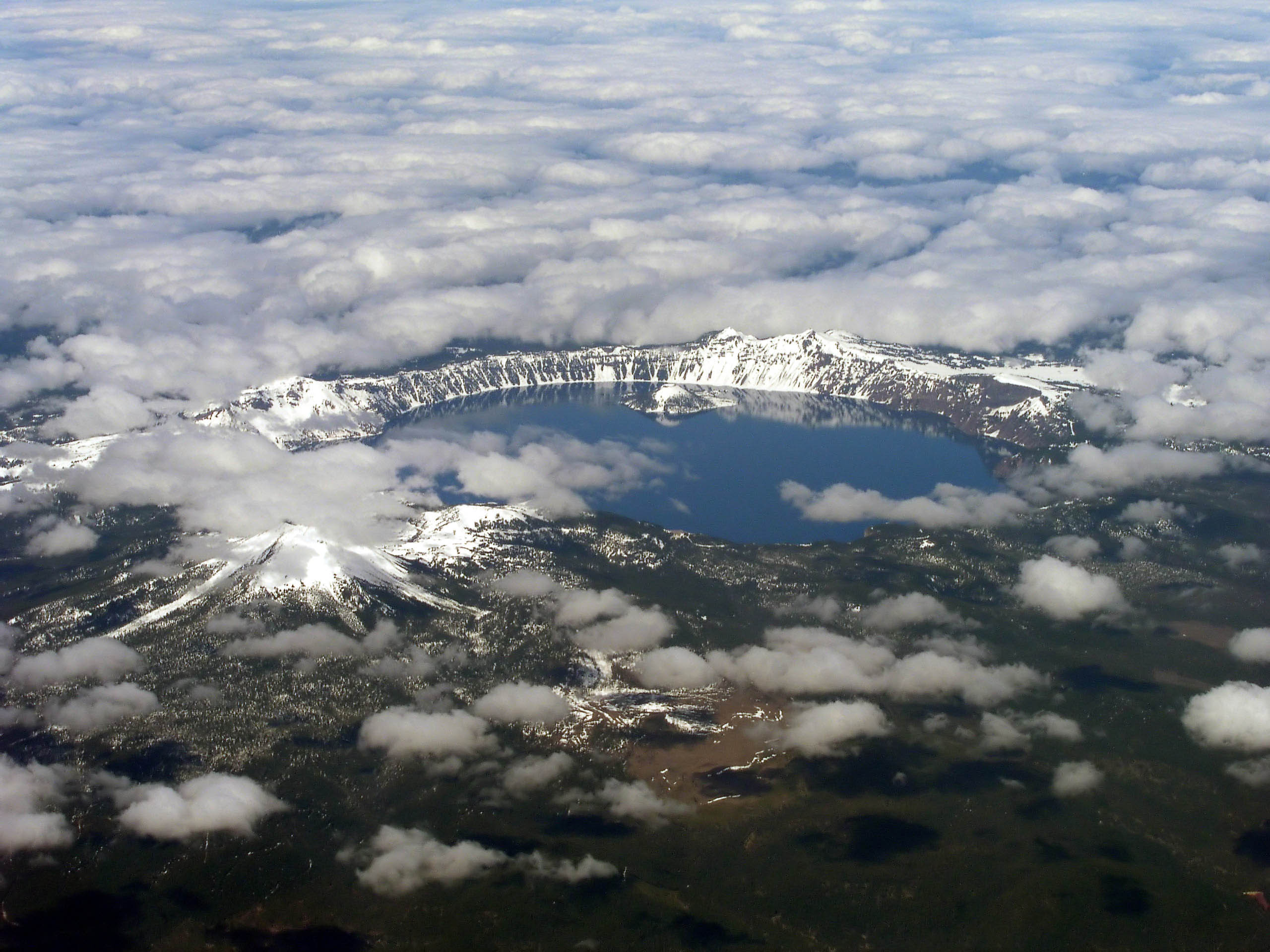
Crater Lake, les restes del mont Mazama

Sorgit prop del Crater Lake, el riu Rogue flueix des de les High Cascades geològicament joves travessant les Western Cascades un xic més antigues i després travessa les muntanyes Klamath més antigues.  Les High Cascades estan compostes per roca volcànica produïda a intervals d'uns 7,6 fa milions d'anys al llarg d'esdeveniments geològicament recents com la catastròfica erupció del mont Mazama cap al 5700. BCE . El volcà expulsà 12 a 15 milles cúbiques (50 a 63 km3)   de cendra a l'aire, cobrint bona part de l'oest dels Estats Units i el Canadà. El posterior col·lapse del volcà formà la caldera del Crater Lake.
Més antigues i més profundament erosionades, les Western Cascades són fruit d'una sèrie de volcans que hi ha a l'oest que conflueixen amb les High Cascades. Consisteixen en roques volcàniques parcialment alterades procedents dels plomalls d'ambdues províncies volcàniques, incloses laves i tufs de cendra d'edats compreses entre els 0 i els 40  milions d'anys. A mida que les Cascades ascendiren, el Rogue va mantenir el seu flux cap a l'oceà mitjançant la seva erosió, creant gorges estretes i abruptes i ràpids en molts llocs. Bear Creek, un afluent del Rogue que davalla de sud a nord, marca el límit entre les Western Cascades a l'est i les muntanyes Klamath a l'oest. 

### Muntanyes Klamath
Molt més antigues que les muntanyes aigües amunt són les exòtiques terranes de les muntanyes Klamath a l'oest. Quan la tectònica de plaques va separar Amèrica del Nord d'Europa i el nord d'Àfrica i la va empènyer cap a l'oest, el continent adquirí gradualment el que esdevingué el nord-oest del Pacífic, inclòs Oregon. Les muntanyes Klamath consisteixen en múltiples terranes (antigues illes volcàniques, esculls de corall i fragments de zones de subducció, mantell i fons marí) que es fusionaren a la costa al llarg d'extensos períodes abans de xocar amb Amèrica del Nord com un únic bloc fa entre 150 i 130 milions d'anys. Gran part de la conca hidrogràfica del riu Rogue, inclòs el canyó del riu Rogue,  Kalmiopsis Wilderness, la conca del riu Illinois i el mont Ashland, està formada per terranes exòtiques. 
Hi ha unes de les roques més antigues d'Oregon. Algunes de les formacions d'aquests terranes daten del Triàsic fa gairebé 250 milions d'anys.  Entre 165 i 170 milions d'anys, al Juràssic, les falles consolidaren els terranes a la costa de les Klamath durant el que els geòlegs anomenen l'orogènia de Siskiyou. Aquest episodi d'intensa activitat tectònica de tres a cinc milions d'anys va empènyer les roques sedimentàries cabussant-les prou profundament al mantell per fondre-les i després les va obligar a ascendir a la superfície com a plutons granítics . Les faixes de plutons, que contenen or i altres metalls preciosos, travessen els Klamath i inclouen el plutó Ashland, el batolith de Grayback a l'est de l′Oregon Caves National Monument, el plutó Grants Pass, el plutó Gold Hill, el plutó Jacksonville entre d'altres.  Els miners han treballat rics jaciments d'or, plata, coure, níquel i altres metalls en diversos districtes de les Klamath. La mineria fluvial a mitjans del segle XIX aviat dugué a la mineria de l'or. A banda d'una mina a l'est d'Oregon, la mina Greenback al llarg de Grave Creek, un afluent del Rogue, va ser la mina d'or més productiva d'Oregon. 

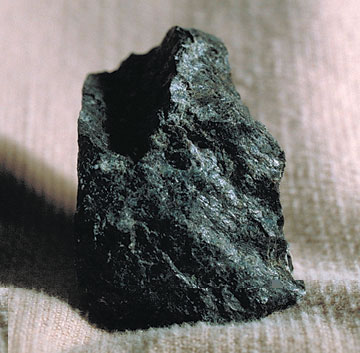
Serpentina, una mena de roca present al llarg del riu Illinois

Al comtat de Curry, el Rogue inferior passa per la Formació Galice, formada per esquistos metamorfosats i altres roques formades quan una petita conca oceànica als terranes de Klamath amb que es fusionaren sobreposaren sobre altres roques Klamath fa uns 155 milions d'anys. La part més baixa del fons marí de la Conca Josephine, com es va anomenar aquest mar antic, descansa al cim de Kalmiopsis Wilderness, on es coneix com l'ofiolita Josephine. Algunes de les seves roques són peridotites de color marró vermellós quan s'exposen a l'oxigen però de color verd molt fosc a l'interior. Segons la geòloga Ellen Morris Bishop, "Aquestes estranyes peridotites vermelloses del Kalmiopsis Wilderness es troben entre els millors exemples del món de roques que formen el mantell".  La peridotita metamorfosada apareix com una serpentina al llarg del costat oest del riu Illinois.  Químicament inadequada per al cultiu agrícola, la serpentinita generalitzada a les Klamaths admet una vegetació escassa en parts de la conca hidrogràfica.  La peridotita Josephine fou una font del valuós mineral de crom extret a la regió entre 1917 i 1960. 
A la desembocadura del riu Rogue, al llarg de la costa del comtat de Curry, hi ha la formació Otter Point, una barreja de roques sedimentàries metamorfosades com esquistos, gresos i sílex. Tot i que les roques es van formar al Juràssic, hi ha proves suggereixen que van fallar al nord com a part del Gold Beach Terrane després que les Klamath es fusionessin amb Amèrica del Nord. Aquí s'hi trobaren els únics fragments de dinosaure d'Oregon, els d'un hadrosaure. A mitjans de la dècada del 1960 un geòleg també descobrí a la formació Otter Point, el bec i les dents d'un ictiosaure.  El 2018 un geòleg de la Universitat d'Oregon va trobar un os del dit del peu d'un dinosaure herbívor a prop de Mitchell, a la part central-est de l'estat, on hi havia la costa fa 100 milions d'anys. Aquesta descoberta també s'ha considerat el primer fòssil de dinosaure trobat a Oregon.

## Història

### Primers pobles

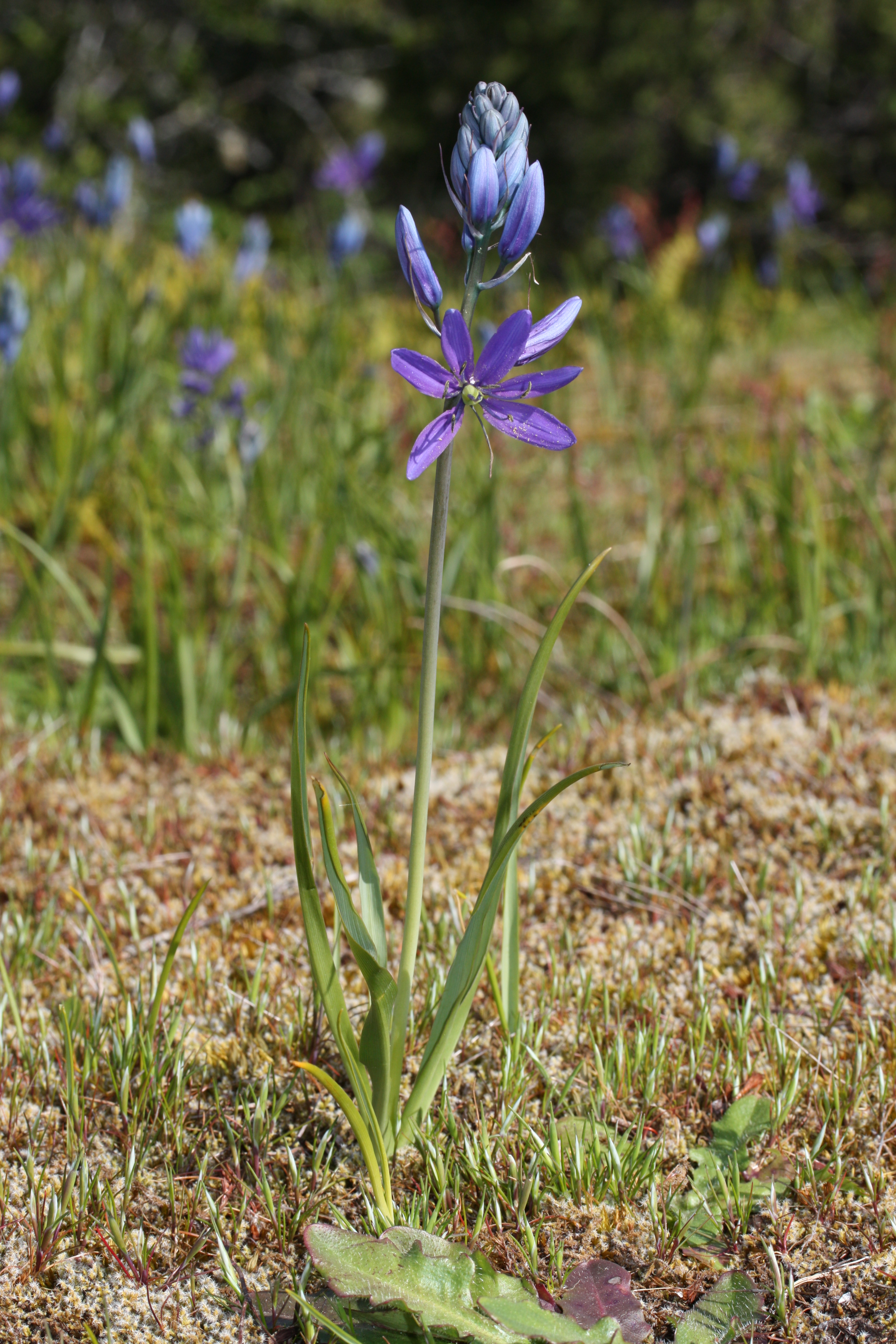
Els aliments suplementaris per als pobles nadius al llarg del Rogue incloïen bulbs Camassia.

Els arqueòlegs creuen que els primers humans que van habitar la regió del riu Rogue foren caçadors i recol·lectors nòmades.  La datació per radiocarboni suggereix que arribaren al sud-oest d'Oregon fa almenys 8.500 anys, i que almenys 1.500 anys abans del primer contacte amb els blancs, els nadius hi establiren poblats permanents al llarg dels rierols.  Els poblamets de diversos grups compartien molts elements culturals, com ara menjar, roba i tipus d'allotjament.  Els matrimonis mixtos eren habituals, i molta gent entenia els dialectes de més d'un dels tres grups lingüístics que es parlaven a la regió.  Els nadius americans (indis) incloïen els tututni prop de la costa i, aigües amunt, grups de Shasta Costa, tribus de l'Upper Rogue River Athabaskan (Dakubetede i Tal-tvsh-dan-ni), Shasta, Takelma i Latgawa .  Les cases dels pobles teniene variants, però sovint feien uns 12 peus (3.7 m) d'ample i de 15 a 20 peus (4.6 a 6.1 m) llarg, emmarcades amb pals enfonsats a terra, i cobertes amb taulons de Pinus lambertiana o Thuja plicata.  La gent abandonava els pobles durant la any meitat de l'any per a recollir bulbs de Camassia, escorça de Pinus lambertiana, glans i baies, i caçaven cérvols i alces per complementar el seu principal aliment, el salmó.  S'estima que la població nativa total de principis de la dècada de 1850 del sud d'Oregon, incloses les conques hidrogràfiques d'Umpqua, Coos, Coquille i Chetco, així com el Rogue, era d'uns 3.800.  Es creu que la població abans de l'arribada dels exploradors i de les malalties europees era almenys un terç més gran, però "no hi ha proves suficients per estimar les poblacions aborígens abans del moment del primer contacte blanc...". 

### Xoc cultural
La primera trobada registrada entre blancs i indis costaners del sud-oest d'Oregon es va produir l'any 1792 quan l'explorador britànic George Vancouver va fondejar a Cape Blanco, a unes 30 milles (48 km) al nord de la desembocadura del riu Rogue, i els indis van visitar el vaixell en canoes.  El 1826 Alexander Roderick McLeod de la Companyia de la Badia de Hudson (HBC) va dirigir una expedició terrestre des de la seu regional de l'HBC a Fort Vancouver fins al sud fins al Rogue  (4 milles terra endins) juntament amb el botànic David Douglas.

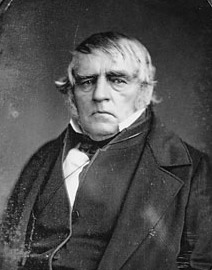
Peter Skene Ogden es va trobar amb nadius de l'interior del riu Rogue el 1827.

El 1827 una expedició de l'HBC dirigida per Peter Skene Ogden tingué el primer contacte directe entre blancs i nadius Rogue River de l'interior quan va creuar les muntanyes Siskiyou cercant castors.  Les friccions entre indis i blancs foren relativament menors durant aquests primers encontres; tanmateix, al 1834 s'informà que una expedició de l'HBC dirigida per Michel Laframboise matà 11 nadius Rogue River, i poc després un grup dirigit per un caçador nord-americà, Ewing Young, disparà i matant-ne almenys dos més.  El nom Rogue River aparentment va començar amb els trampers de pells francesos que van anomenar el riu La Riviere aux Coquins perquè consideraven els nadius com a canals (coquins , rogue en anglès). ).El 1835 la gent Rogue River mataren a quatre blancs d'un grup de vuit que viatjaven d'Oregon a Califòrnia. Dos anys més tard, dos dels supervivents i d'altres durant un trasllat de bestiar organitzat per Young van matar els dos primers indis amb que es van trobar al nord del riu Klamath. 
La quantitat de blancs que arribaren a la conca del Rogue augmentà molt després del 1846, quan un grup de 15 homes dirigits per Jesse Applegate crearen una ruta alternativa de l′Oregon Trail ; el nou camí fou usat pels emigrants que es dirigien a Willamette Valley.  Més tard anomenat Applegate Trail, passava per les valls del Rogue i del Bear Creek i creuava Cascade Range entre Ashland i el sud del llac Upper Klamath.  De 90 al 100 vagons i 450 a 500 emigrants usaren el nou camí al 1846 passant per les terres natals dels indis Rogue entre la capçalera del Bear Creek i el futur lloc de Grants Pass i travessant el Rogue a unes 4.5 milles (7.2 km) aigües avall.  Malgrat les pors d'ambdós bàndols, la violència a la conca durant les dècades de 1830 i 1840 fou limitada; "Els indis semblaven interessats a accelerar els blancs en el seu camí, i els blancs estaven contents de passar per la regió sense ser atacats". 
El 1847 la massacre de Whitman i la Guerra Cayuse en el que es va convertir en el sud-est de Washington atemoriren els colons blancs de tota la regió, cosa que conduí a la formació de grans milícies voluntàries organitzades per lluitar contra els indis, tot i que encara cap blanc vivia a la conca del Rogue.  Les tensions s'intensificaren el 1848 al llarg del Rogue, a l'inici de la febre de l'or de Califòrnia, quan centenars d'homes del territori d'Oregon van passar per la vall del Rogue en el seu camí cap a la conca del riu Sacramento.  Després que els indis ataquessin un grup de miners que tornaven al llarg del Rogue el 1850, l'antic governador territorial Joseph Lane va negociar un tractat de pau amb Apserkahar, un líder dels indis takelma. Va prometre protecció dels drets dels indis i un pas segur per la vall del Rogue per als miners i els colons blancs. 

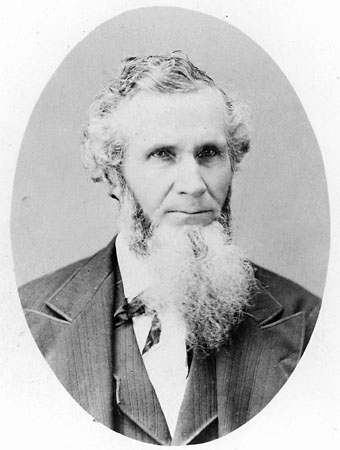
Joel Palmer, superintendent d'Afers Indis d'Oregon

La pau no va durar. Els miners van començar a buscar or a la conca hidrogràfica, inclòs un afluent del Bear Creek anomenat Jackson Creek, on hi establiren un campament miner el 1852 al lloc del que més tard es convertiria en Jacksonville.  Els atacs indis contra els miners aquell any provocaren la intervenció de l'exèrcit nord-americà i combats prop de Table Rock entre indis i forces combinades de soldats professionals i milícies de miners voluntaris.  John P. Gaines, el nou governador territorial, negocià un nou tractat amb algunes, però no totes, les bandes índies, eliminant-les de Bear Creek i altres afluents del costat sud del curs principal.  Cap a la mateixa època a la regió s'instal·laren més emigrants blancs, entre ells dones i mainada. El 1852  s'havien presentat unes 28 reclamacions de donació de terres a Rogue Valley.  Nous enfrontaments el 1853 dugueren al Tractat amb els Rogue River (1853) que establí la reserva índia Table Rock a l'altra banda del riu des del Fort Lane federal.  A mida que creixia la població blanca i augmentaven  les pèrdues de terra dels indis, augmentaren les fonts d'aliments i la seguretat personal, els atacs violents continuaren durant 1854–55, culminant amb la Guerra Rogue River (1855–56). 
Patint de fred, fam i malalties a la reserva de Table Rock, un grup de takelmes tornaren al seu antic poble a la desembocadura de Little Butte Creek l'octubre del 1855. Després que una milícia voluntària els atacà, matant 23 homes, dones i nens, fugiren riu avall, atacant els blancs des de Gold Hill fins a Galice Creek. Enfrontats a voluntaris i tropes regulars de l'exèrcit, inicialment els indis els rebutjaren; però, després que gairebé dos centenars de voluntaris assaltessin durant tot el dia contra els nadius restants, la guerra va acabar a Big Bend (a RM 35 o RK 56) al riu baix. En aquell moment els combats també havien acabat prop de la costa, on, abans de retirar-se riu amunt, un grupuscle separat d'indígenes havia mort una trentena de blancs i cremat les seves cabanes prop del que més tard es convertiria en Gold Beach. 
La majoria dels indis Rogue River foren traslladats el 1856 a reserves al nord. Uns 1.400 foren enviats a la Reserva Coast, més tard rebatejada Reserva Siletz.   Per protegir 400 nadius encara en perill de ser atacats a Table Rock, Joel Palmer, el superintendent d'Afers Indis d'Oregon, n'ordenà l'expulsió, amb una marxa forçada del 33 dies, a la reserva de Grande Ronde recentment establerta al comtat de Yamhill, Oregon. 

### Vaixells correu

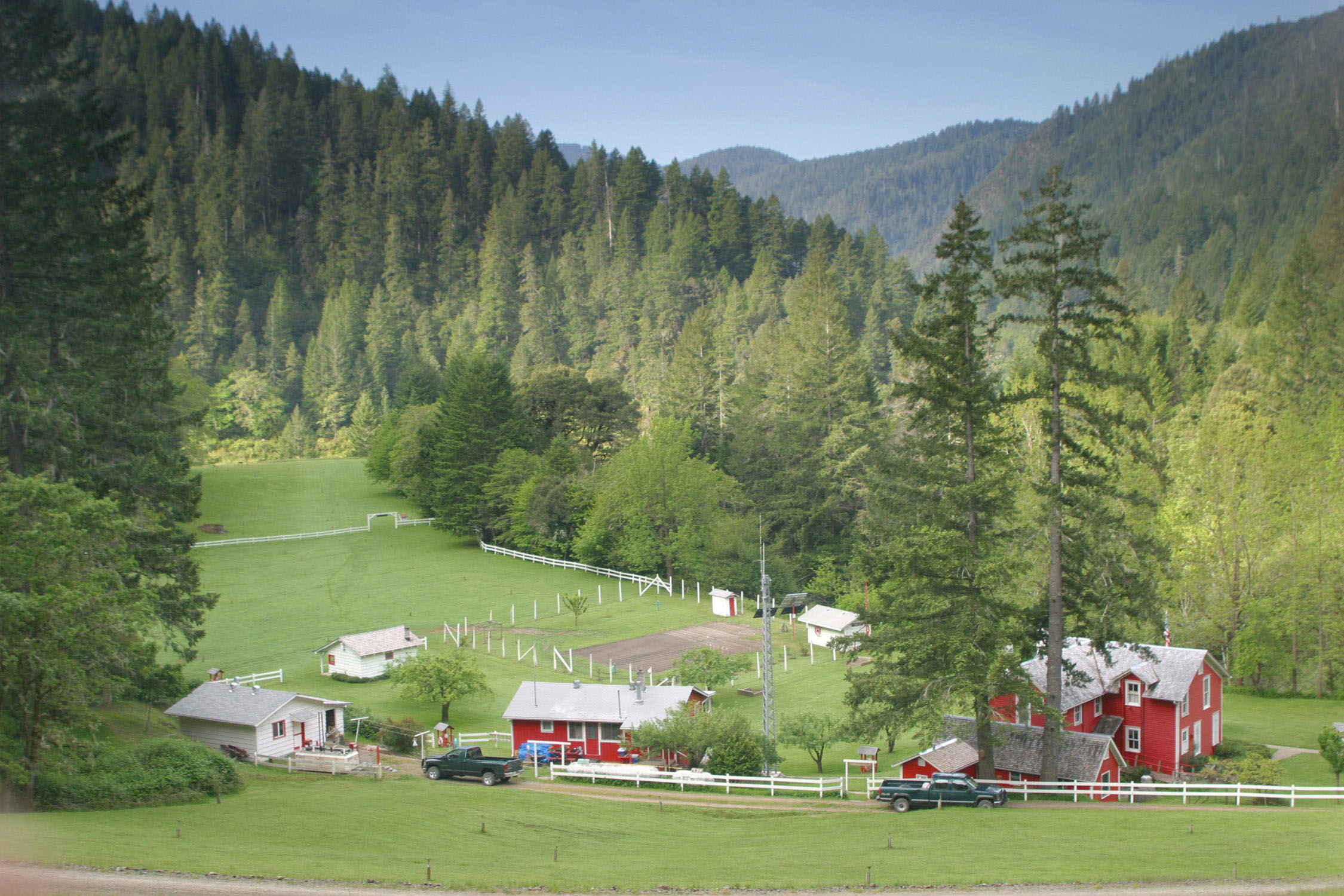
Rogue River Ranch a Marial, al qual es lliurava el correu amb vaixell i mula

Després de la Guerra Rogue River, un petit número de nouvinguts es començaren a establir al llarg o prop del Rogue River Canyon. Aquests pioners, alguns dels quals eren miners d'or blancs casats amb dones karok natives de la conca del riu Klamath, establiren jardins i horts, cavalls, vaques i altre bestiar i ocasionalment reberen mercaderies enviades amb mules de càrrega per les muntanyes.  Fins a la dècada de 1890 aquests colons romangueren relativament aïllats del món exterior. El 1883 un dels colons, Elijah H. Price, proposà una ruta de correu permanent amb vaixell pel riu Rogue des d'Ellensburg (més tard rebatejada Gold Beach) fins a Big Bend, unes 40 milles (64 km) riu amunt. La ruta, va dir Price al govern, donaria servei a 11 famílies i cap poble.  Encara que el Departament de Correus es va resistir a la idea durant molts anys, a principis de 1895 acceptà provar la ruta aquàtica durant un any, establí una oficina de correus a la cabana de troncs de Price a Big Bend i va nomenar Price director de correus . La feina de Price, per la qual no rebé cap sou durant l'any de prova, incloïa dirigir l'oficina de correus i assegurar-se que el vaixell postal fes un viatge d'anada i tornada a la setmana. Va anomenar la nova oficina de correus Illahe.  El nom deriva de l'argot chinook ilahekh, que significa "terra". 
Impulsat per rems, pals, empenyent, estirant i, de vegades, amb vela, el vaixell correu enviava cartes i paquets petits, incloent queviures de Wedderburn, on s'hi establí una oficina de correus el 1895.  El 1897 el departament establí una oficina de correus prop de la confluència dels rius Rogue i Illinois, 8 milles (13 km) riu avall d'Illahe. El director de correus anomenà l'oficina Agnes després de la seva filla, però un error de transcripció va afegir una altra "s" convertint el nom en Agness .  Riu amunt una tercera oficina de correus, establerta el 1903, rebé el nom de Marial en honor a la filla d'un altre director de correus. Marial, a (RM) 48 (RK 77), és a unes 13 milles (21 km) riu amunt d'Illahe i 21 milles (34 km) d'Agness. Per tal d'evitar ràpids difícils, els transportistes lliuraven el correu amb mula entre Illahe i Marial, i després de 1908 la majoria del correu que viatjava més enllà d'Agness hi arribava en mula. L'oficina de correus d'Illahe va tancar l'any 1943,  i quan l'oficina de correus de Marial va tancar el 1954, "va ser l'última instal·lació postal dels Estats Units que encara era servida només per trens de mules de càrrega". 
El primer vaixell de correu mesurava 18-peu (5.5 m) i era fet de cedre.  El 1930 la flota de vaixells de correu constava de tres embarcacions de 26-peu (7.9 m), equipades amb motors Ford Model A de 60 cavalls de potència i dissenyades per transportar 10 passatgers.  A la dècada de 1960 els jetboats sense timó propulsats per motors bessons o triples de 280 cavalls de potència, començaren a substituir els vaixells propulsats per hèlix. Els jetboats podien travessar amb seguretat passos poc profunds, i els més grans podrien portar una cinquantena de passatgers.  Les excursions en vaixell correu s'havien anat popularitzant al llarg diverses dècades, van començar a la dècada de 1970 incloent viatges riu amunt fins a Blossom Bar, 20 milles (32 km) per sobre d'Agness.  A partir del 2010 els jetboats, que funcionen principalment com a embarcacions d'excursions recreatives, encara entreguen correu entre Gold Beach i Agness. La companyia de vaixells correu de Rogue River és "un dels dos únics carters que lliura el correu amb vaixell als Estats Units";  l'altre es troba al llarg del riu Snake a l'est d'Oregon.

### Pesca comercial
Durant milers d'anys el salmó fou una font d'aliment fiable per als nadius americans que vivien al llarg del Rogue. Les migracions dels salmons eren tan grans que els primers colons deien que podien escoltar els peixos movent-se riu amunt. Aquestes grans migracions continuaren fins al segle XX malgrat els danys als llocs de posta provocats per la mineria aurífera a la dècada de 1850 i la pesca comercial a gran escala que s'inicià poc després. La indústria pesquera proveí les demandes de salmó a les ciutats en creixement de Portland i San Francisco; i de salmó en conserva a Anglaterra. 

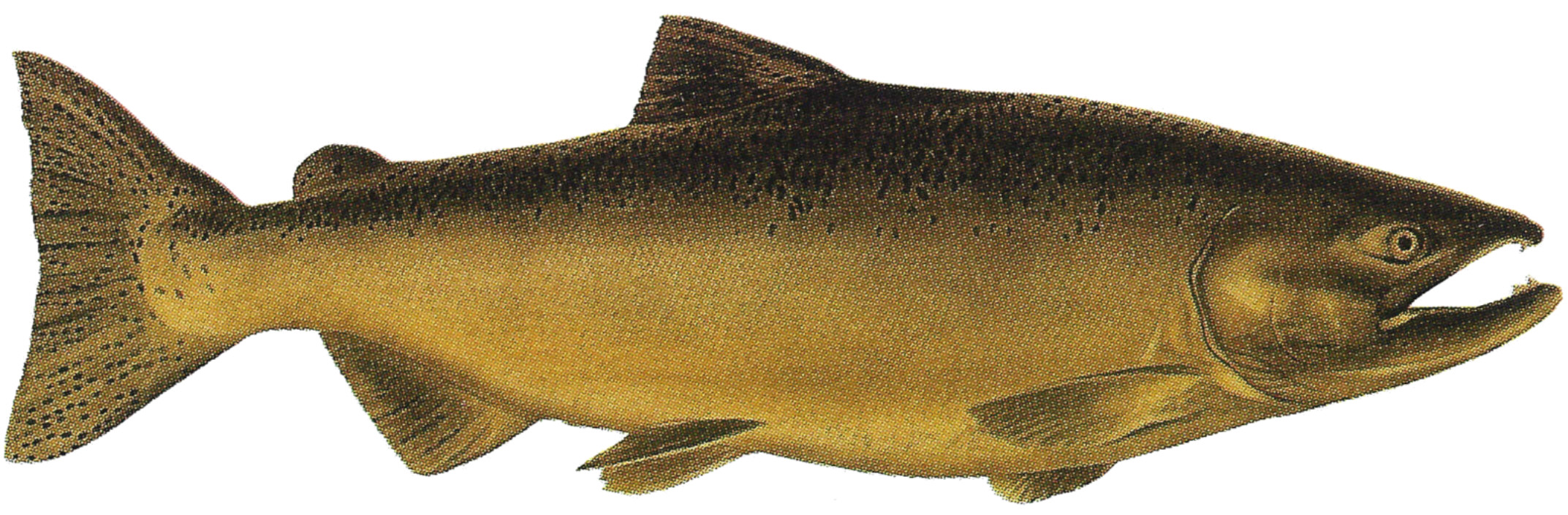
Salmó reial mascle en fase d'aigua dolça

A la dècada de 1880 Robert Deniston Hume d'Astoria havia comprat terres a banda i banda del riu Rogue inferior i hi establí un negoci de pesca tan gran que es va fer conegut com el "Rei Salmó d'Oregon". .La seva flota de vaixells amb arts de captura passiva , controlant la major part de la població de peixos anàdroms del riu, va recórrer les seves 12 milles (19 km) .  Durant els seus 32 anys de mandat, l'empresa de Hume va capturar, processar i enviar centenars de tones de salmó del Rogue.  Els pescadors comercials riu amunt també capturaven grans quantitats de peix. En un sol dia de 1913 les tripulacions de Grants Pass que utilitzaven cinc drift boats equipats amb amb arts de captura passiva van capturar 5,000 lliures (2,300 kg) de salmó. 
En relació amb la seva pesca comercial el 1877 Hume va construir una piscifactoria a Ellensburg (Gold Beach), on alliberava peixos al riu. Durant el primer any de funcionament Hume recol·lectà 215.000 ous de salmó i alliberà uns 100.000. alevins.  Després de la destrucció de la primera piscifactoria per un incendi el 1893, Hume construí una nova piscifactoria el 1895 i el 1897 cooperà amb el United States Fish Commission per construir i operar una estació de recollida d'ous a la desembocadura d'Elk Creek a la part superior del Rogue. El 1899 construí una piscifactoria prop de Wedderburn, a l'altra banda del riu des de Gold Beach, i fins a la seva mort, el 1908, li van enviar ous de salmó des de l'estació d'Elk Creek. 
A partir de les variacions en la mida de la captura anual, Hume i altres van creure que els seus mètodes de propagació piscícola tenien èxit.  Tanmateix, a mida que amb el pas del temps disminuïen les migracions de salmó malgrat les piscifactories, els interessos de la pesca recreativa es començaren a oposar a les operacions a gran escala. Un referèndum estatal celebrat ek 1910 prohibí la pesca comercial al Rogue, però aquesta decisió es va revocar el 1913. Com que les migracions de peixos continuaren disminuint la legislatura estatal finalment prohibí la pesca comercial al riu el 1935.
A partir de 2010 l'Oregon Department of Fish and Wildlife (traduïble com "departament de peix i vida silvestre d'oregon", ODFW) gestiona el Cole M. Rivers Hatchery prop de la base de la presa de Lost Creek Lake, lleugerament aigües amunt de l'antiga piscifactoria Rogue-Elk Hatchery construïda per Hume. Cria truita arc de Sant Martí (steelhead), salmó platejat, salmó reial (chinook) de primavera i tardor, i steelhead d'estiu i d'hivern. El Cos d'Enginyers de l'Exèrcit dels Estats Units (USACE) va construir la piscifactoria l'any 1973 per compensar la pèrdua d'hàbitat de peixos i zones de fresa a les àrees bloquejades per la construcció de la presa Lost Creek al curs principal i les preses Applegate i Elk Creek als afluents del Rogue. És el tercer lloc de cria de salmons i steelhead més gran dels Estats Units. 

### Famosos
El 1926 l'autor Zane Grey va comprar una cabana de miners prop del riu a Winkle Bar.  Allí hi escrigué llibres de western,  entre ells la seva novel·la de 1929 Rogue River Feud.  Un altre dels seus llibres, Tales of Fresh Water Fishing (1928), incloïa un capítol basat en un viatge en vaixell a la deriva que davallà pel Rogue inferior el 1925. El Trust for Public Land va comprar la propietat a Winkle Bar i la va transferir el 2008 al BLM, que la va fer accessible al públic.
A les dècades de 1930 i 1940 moltes altres celebritats, atretes pel paisatge, la pesca, les cases rústiques i els viatges en vaixell, visitaren el Rogue inferior. Entre els visitants famosos hi hagué els actors Clark Gable, Tyrone Power i Myrna Loy, el cantant Bing Crosby, l'escriptor William Faulkner, el periodista Ernie Pyle, els còmics radiofònics Freeman Gosden i Charles Correll, l'intèrpret de circ Emmett Kelly i l'estrella del futbol americà Norm van Brocklin. Bobby Doerr, un jugador de beisbol del Saló de la Fama, es va casar amb una professora d'Illahe i s'instal·là al llarg del Rogue. Entre 1940 i 1990 l'actriu i ballarina Ginger Rogers fou propietària de les 1,000-acre (400 ha) del Rogue River Ranch, que funcionà durant molts anys com a granja lletera, prop d'Eagle Point. L'històric Craterian Ginger Rogers Theatre de Medford rebé el seu nom. L'actriu Kim Novak i el seu marit (un veterinari) compraren una casa i 43 acres (17 ha) de terreny l'any 1997 prop del riu Rogue a Sams Valley, on crien cavalls i llames.

## Preses

### Preses actuals
Des de la retirada de la presa Gold Ray el 2010 resten dues preses al curs principal del Rogue.

#### Presa William L. Jess

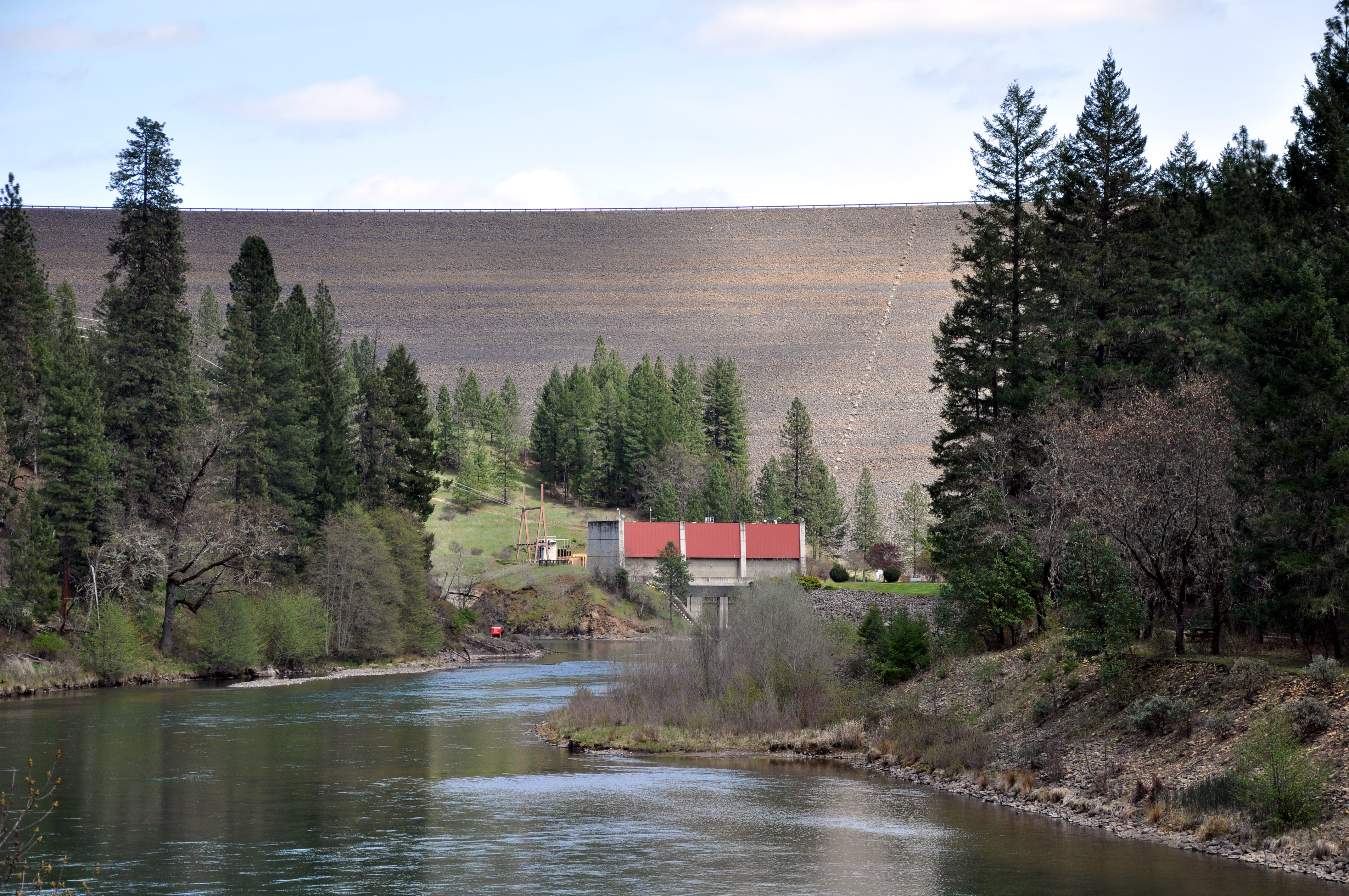
A sota de la presa William L. Jess i la seva central elèctrica.

La presa William L. Jess, una enorme estructura hidroelèctrica i de control d'inundacions, embassa el riu Rogue a 157 milles (253 km) de la seva desembocadura. Construït per l'USACE entre 1972 i 1976, crea el Lost Creek Lake .  La presa, que amida 345 peus (105 m) d'alt i 3,600 peus (1,100 m) de llarg,  impedeix la migració dels salmons per damunt d'aquest punt. Quan el llac és ple cobreix 3,428 acres (1,387 ha) i té una profunditat mitjana de 136 peus (41 m) .  Classificat d'acord a la seva capacitat d'emmagatzematge el seu embassament és el setè més gros d'Oregon. 

#### Projecte hidroelèctric Prospect núms. 1, 2 i 4

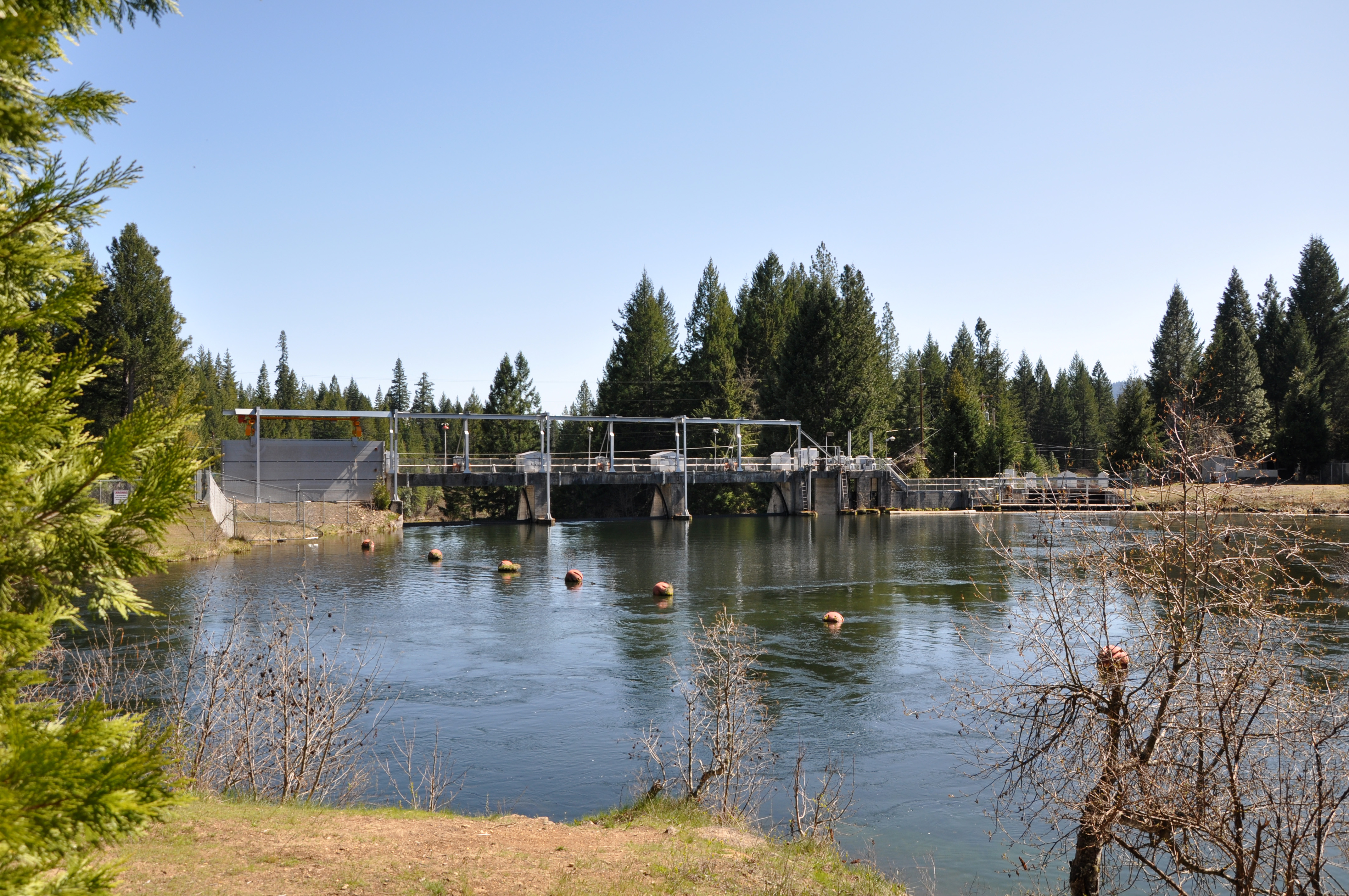
Assut a Prospect

L'única barrera artificial al curs principal del Rogue aigües amunt del llac Lost Creek és un assut a Prospect a RM 172 (RK 277). La presa de formigó amida 50 peus (15 m) alt i 384 peus (117 m) d'ample, capta l'aigua del Rogue i dels rierols propers i la desvia cap a centrals elèctriques, que, més avall, retornen l'aigua al riu. PacifiCorp opera aquest sistema, anomenat The Prospect Nos. 1, 2, and 4 Hydroelectric Project. Construït modularment entre 1911 i 1944, inclou preses de desviament separades al Middle Fork Rogue River i a Red Blanket Creek, i un sistema de transport d'aigua mitjançant canals, canonades i canalitzacions de 9.25-milla (14.89 km) de llargada.

### Preses eliminades
Durant la primera meitat del segle XX s'eliminaren o destruiren diverses preses al llarg del tram mitjà del riu.
Després de dècades de controvèrsies entorn als drets de l'aigua, els costos, els peixos migratoris i els impactes ambientals, l'any 2008 s'inicià l'eliminació o modificació de les preses de mitjà abast, així com una presa a mig construir a Elk Creek, un afluent important del Rogue. Tots els projectes de desconstrucció tenien per objectiu millorar les vies migratòries dels salmons permetent que més peixos arribessin als llocs de fresa adequats.

#### Presa Gold Ray

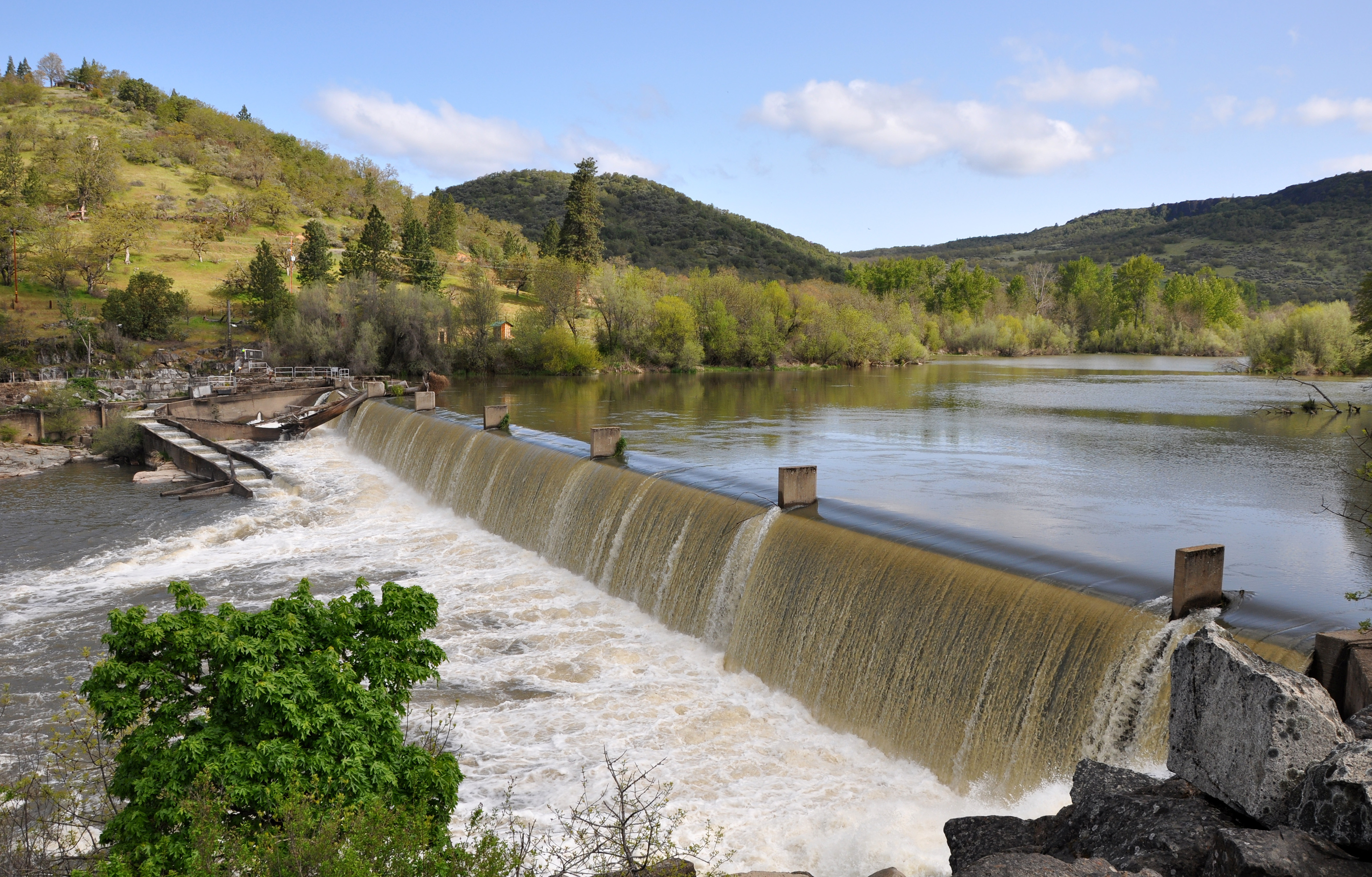
Presa Gold Ray a l'abril de 2010 amb una escala de peixos visible a la riba oposada

El 1904 els germans C. R. i Frank Ray van construir la presa Gold Ray, una estructura de troncs, per generar electricitat a prop de Gold Hill. . Hi instal·laren una escala de peixos. La California-Oregon Power Company, que més tard esdevingué la Pacific Power, va adquirir la presa el 1921. La substitució de la presa de troncs l'any 1941 per una estructura de formigó de 35 peus (11 m) d'alt, afegí una nova escala de peixos i una estació de comptatge de peixos. L'empresa tancà la central hidroelèctrica l'any 1972, tot i que l'escala de peixos es mantingué, i els biòlegs del Oregon Department of Fish and Wildlife usaren l'estació per comptar els salmons i els steelhead. El comtat de Jackson, propietari de la presa, la retirà gràcies a una  subvenció federal de 5 milions de dòlars aprovada el juny del 2009. La presa fou enderrocada l'estiu del 2010.

#### Presa de Gold Hill
El 2008 la ciutat de Gold Hill va retirar l'última presa Gold Hill, un assut un xic més avall de la presa Gold Ray. Originalment construït per proporcionar energia a una empresa de ciment, amidava de 3 a 14 peus (0.91 a 4.27 m) d'alt i 900 peus (270 m) de llarg. Més endavant la presa i un canal de derivació lliuraven aigua municipal a la ciutat de Gold Hill fins que aquesta instal·là una planta de bombeig per a subministrar-se l'aigua.

#### Presa de Savage Rapids

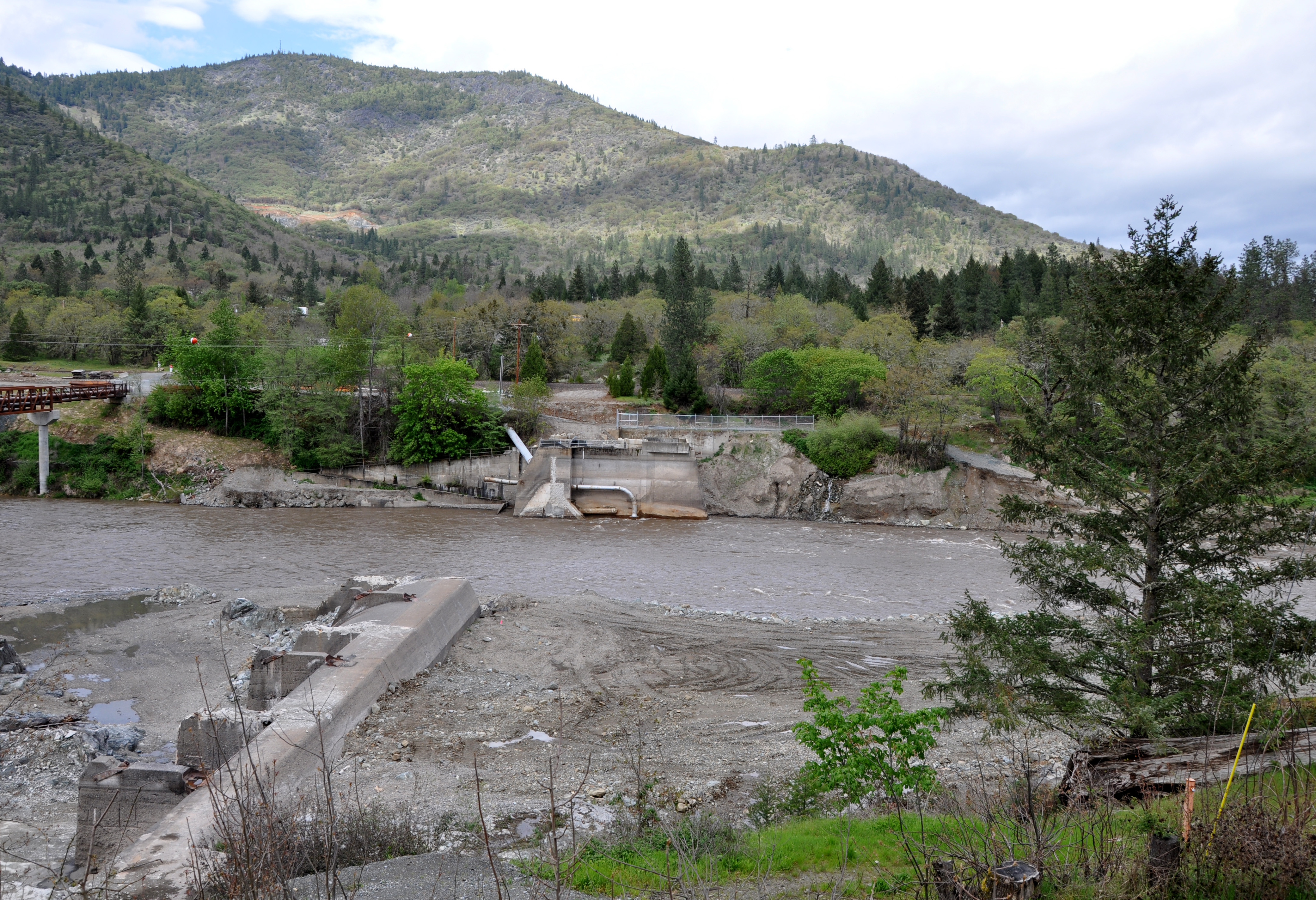
Restes de la presa de Savage Rapids prop de Grants Pass

La presa de Savage Rapids era a 5 milles (8 km) aigües amunt de Grants Pass. Construïda l'any 1921 per a desviar el cabal del riu per al reg, la presa tenia 39 peus (12 m) d'alçada i creà un embassament que estacionalment s'estenia fins a 2.5 milles (4.0 km) riu amunt. La seva eliminació s'inicià l'abril del 2009 i s'acabà l'octubre del 2009. .Dotze bombes recentment instal·lades proporcionen aigua del riu als canals de reg que donen servei a 7,500 acres (3,000 ha) del Districte de Regadiu Grants Pass (Grants Pass Irrigation District, GPID).

#### Presa d'Ament
La presa d'Ament, construïda l'any 1902 per la Golden Drift Mining Company per a subministrar aigua als equips miners, estava una mica més amunt de Grants Pass. Després que l'empresa incomplí la promesa de subministrar reg i energia elèctrica als voltants i perquè la presa era un "mata peixos massiu", els vigilantes destruiren part de la presa amb dinamita el 1912. La presa danyada fou completament eliminada abans de la construcció de la presa de Savage Rapids el 1921. 

#### Presa a Grants Pass
El 1890 la Grants Pass Power Supply Company havia construït una presa de troncs de 12 peus (3.7 m) d'alt, creuant el riu prop de la ciutat. Els salmons podien superar la presa durant les aigües altes, però la majoria quedaven bloquejats: "En mitja milla sota de la presa, el riu era ple de peixos durant tot l'estiu".  Després que una inundació destruís aquesta presa el 1905 fou substituïda per una de 6-peu (1.8 m) que, com la seva predecessora, no tenia escala de peixos. L'any 1940 la presa s'havia deteriorat fins al punt que ja no bloquejava els peixos migratoris. 

### Preses als afluents
A més de les preses del curs principal del Rogue, en un moment o altre "es van construir diversos centenars de preses en afluents dins del rang de migració del salmó",  la majoria de les quals subministraven aigua per a la mineria o el reg. Abans del 1920 moltes d'aquestes preses no preveien passos de peixos; La pressió pública i els esforços del propietari de la conservera de principis de segle, R. D. Hume, conduiren a la instal·lació d'escales de peixos a les preses més pernicioses.  A partir del 2005 hi havia unes 80 preses no hidroelèctriques, la majoria petites estructures de regadiu, a la conca del Rogue.  A més del Lost Creek Lake al curs principal, els grans embassaments de la conca incloien Applegate Lake , Emigrant Lake i Fish Lake . 
El 2008 l'USACE eliminà part de la presa d'Elk Creek i va restaurar Elk Creek al seu curs original. La construcció de la presa s'havia aturat per ordre judicial a la dècada de 1980 després d'assolir uns 80 peus (24 m) de l'alçada projectada de 240 peus (73 m). Una altra controvèrsia endarrerí l'obra durant dues dècades. Elk Creek entra al riu Rogue 5 milles (8.0 km) aigües avall del Lost Creek Lake.

## Ponts

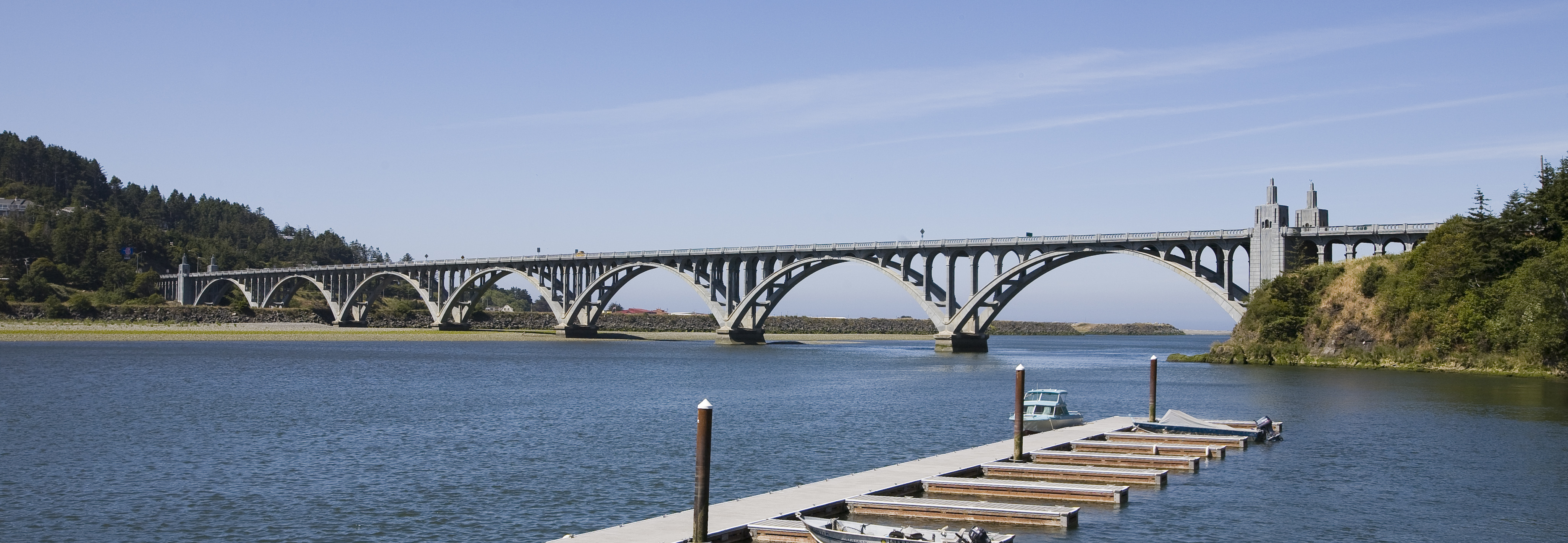
El riu inferior passa per sota del pont Isaac Lee Patterson i la ruta nord-americana 101 a Gold Beach.

Entre els molts ponts que creuen el riu Rogue hi ha el pont Isaac Lee Patterson, que fa de viaducte de la ruta 101 dels EUA sobre el riu a Gold Beach. Dissenyat per Conde B. McCullough i construït el 1931, és "un dels ponts més notables del nord-oest del Pacífic".  Designat Monument Històric Nacional d'Enginyeria Civil l'any 1982 per la Societat Americana d'Enginyers Civils, els 1,898-peu (579 m) de l'estructura fou la primera als EUA en aplicar el mètode Freyssinet de control de tensió en ponts de formigó. Compta amb 7 carcanyols oberts 230-peu (70 m) d'amplada d'arc, 18 bigues de coberta i molts elements decoratius ornamentats, com ara les pilones d'entrada d'estil art déco. 
El pont Caveman Bridge a Grants Pass té una mida de 550-peu (170 m) i una estructura de formigó de tres arcs. Dissenyat per McCullough i construït el 1931, substituí el pont Robertson. La ciutat anomena l'estructura Caveman perquè la Redwood Highway (US Route 199) que creua el pont passa a prop del Oregon Caves National Monument,  unes 50 milles (80 km) al sud de Grants Pass.
Un xic més avall de Grants Pass, el pont Robertson, construït cap al 1909, amb una estructura d'encavallada d'acer de tres pals de 583-peu (178 m) es traslladà riu avall el 1929 per donar pas al pont Caveman. Transporta la Rogue River Loop Highway (Oregon Route 260) sobre el riu a l'oest de la ciutat. El pont rebé el nom dels pioners establerts a la zona a la dècada de 1870. 

## Contaminació

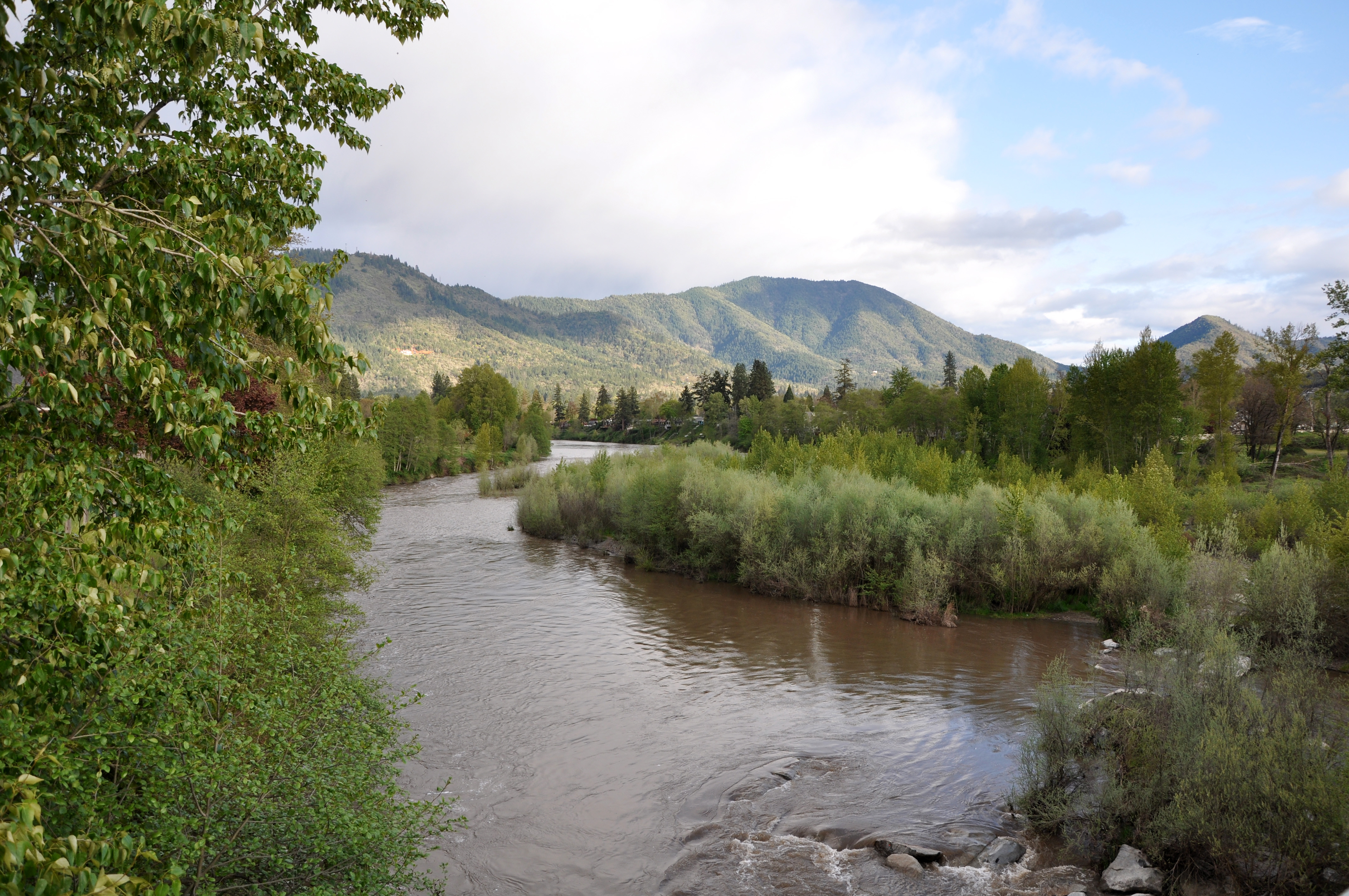
A l'abril el riu adquireix tèrbolesa a Grants Pass, a la vall inferior del Rogue.

Per tal de complir amb la secció 303(d) de la Clean Water Act (llei federal d'aigua neta) l'EPA o els seus delegats estatals han d'elaborar una llista de les aigües superficials de cada estat que no compleixen els criteris de qualitat de l'aigua aprovats. Per a complir amb els criteris, el DEQ i altres han fixat límits de càrrega diària màxima total (Total Maximum Daily Load, TMDL) per als contaminants que entren als rierols i altres aigües superficials.  {{#tag:ref|Els límits de TMDL per al riu Rogue depenen d'una combinació de criteris biològics, naturals i d'ús humà que varien d'un lloc a un altre. Per exemple, l'estàndard de temperatura de la conca Rogue aprovat per l'EPA l'any 2004 diu en part que "La temperatura màxima mitjana de set dies d'un rierol identificada com a que s'utilitza per a la posta de salmó i steelhead als mapes i taules de subconques establertes a [documents governamentals] no pot superar els 13,0 graus Celsius (55,4 graus Fahrenheit) en els moments indicats en aquests [documents]". La llista de contaminants d'Oregon 303(d) per al període 2004–06 posava de relleu que en alguns trams de la conca del riu Rogue les aigües superficials no complien els estàndards de temperatura, bacteris, oxigen dissolt, sedimentació, pH i males herbes i algues.  Tots els trams indicats eren a Oregon; cap part de la conca de Califòrnia no figurava com a deteriorat a la llista 303(d) d'aquest estat el 2008. 
L'EPA va aprovar TMDL de temperatura per a tres afluents del riu Rogue: Upper Sucker Creek el 1999, Lower Sucker Creek el 2002 i Lobster Creek el 2002.  Va aprovar TMDL de temperatura, sedimentació i criteris biològics per a la conca del riu Applegate el 2004, i TMDL de temperatura, sedimentació, coliformes fecals i Escherichia coli (E. coli) per a la conca de Bear Creek el 2007.  El 1992 havia aprovat el pH, les males herbes aquàtiques i les algues, i els TMDL d'oxigen dissolt per a la conca hidrogràfica de Bear Creek.  El desembre de 2008 el DEQ va desenvolupar dos TMDL per a la conca del riu Rogue (excepte els afluents amb els seus propis TMDL); una temperatura TMDL estava destinada a protegir els salmons i les truites de les altes temperatures de l'aigua, i una contaminació fecal TMDL estava destinada a protegir les persones que utilitzaven aigües superficials per a l'esbarjo. 
El DEQ ha recopilat dades de qualitat de l'aigua a la conca del Rogue des de mitjans de la dècada de 1980 i les ha usat per a generar puntuacions a l'Índex de qualitat de l'aigua d'Oregon (Oregon Water Quality Index, OWQI). L'índex pretén proporcionar una avaluació de la qualitat de l'aigua per a usos recreatius generals; Les puntuacions OWQI poden variar de 10 (el pitjor) a 100 (ideal). Dels vuit llocs de la conca del Rogue provats durant els anys 1997-2006, cinc es van classificar com a bons, un excel·lent i dos, Little Butte Creek i Bear Creek, a la part més poblada de la conca del Rogue, eren pobres.  Al mateix riu Rogue les puntuacions variaven de 92 a RM 138,4 (RK 222,7) disminuint a 85 a RM 117,2 (RK 188,6) però millorant fins a 97 a RM 11.0 (RK 17.7).  En comparació, la puntuació mitjana OWQI del riu Willamette al centre de Portland, la ciutat més gran de l'estat, fou de 74 entre 1986 i 1995.

## Flora i fauna
La majoria de la conca hidrogràfica del Rogue és a l'ecoregió de les muntanyes Klamath designada per l'EPA, tot i que part de la conca superior és a l'ecoregió de Cascades i part de la conca inferior és a l'ecoregió de Coast Range. Els boscos temperats de coníferes dominen bona part de la conca.  La conca superior, a les High Cascades i les Western Cascades, es troba en llocs "identificats amb una riquesa d'espècies extremadament alta dins de molts grups de plantes i animals".  Entre les espècies d'arbres comunes als boscos de la part superior de Rogue hi ha Calocedrus, l'avet del Colorado i Abies magnifica.
Més avall una diversa mesla de coníferes, plantes perennes i arbres i arbusts caducifolis proliferen a trams de la conca. A les zones més poblades, els horts, les terres de conreu i les pastures han substituït en gran part la vegetació original, tot i que restes de sabana de roures, praderies i estanys estacionals sobreviuen a Table Rocks al nord de Medford. Els boscos de roures, praderies de la sabana, el pi ponderosa i l'avet de Douglas prosperen als contraforts relativament secs a l'est de Medford; les zones als peus de la vall de l'Illinois són l'hàbitat d'avets de Douglas, Arbutus i Calocedrus. Algunes parts de la conca del riu Illinois tenen vegetació escassa, com ara espècies de Pinus jeffreyi, roures i Ceanothus que creixen en sòls serpentinics. La regió de Klamath-Siskiyou al nord de Califòrnia i al sud-oest d'Oregon, incloses parts de la conca sud-oest del Rogue, es troba entre els quatre boscos de coníferes temperats més diversos del món.  Considerat un dels centres mundials de la biodiversitat, conté unes 3.500 espècies vegetals.  La regió de Klamath-Siskiyou és una de les set àrees de la Unió Internacional per a la Conservació de la Natura (UICN) d'importància botànica mundial a Amèrica del Nord i ha estat proposada com a Patrimoni de la Humanitat i Reserva de la Biosfera de la UNESCO .
El Rogue inferior passa per la Southern Oregon Coast Range, on als boscos creix l'avet de Douglas, Tsuga heterophylla, Chamaecyparis lawsoniana, Lithocarpus densiflorus  i Thuja plicata, i a cotes més baixes la pícea de Sitka. Els boscos costaners que s'estenen des de la Colúmbia Britànica al nord fins a Oregon (i el Rogue) al sud són "alguns dels més productius del món".  La regió costanera, allà on no ha estat alterada per l'home, és abundant en falgueres, líquens, molses, herbes i coníferes. 
El Rogue té "un hàbitat de salmònids d'extremada qualitat i té una de les millors pesqueries de salmònids de l'oest. No obstant això, la majoria de les poblacions són menys abundants del que eren històricament...".  Entre els salmònids que hi ha al Rogue aigües avall del Lost Creek Lake hi ha el salmó platejat (coho), el salmó reial de primavera i tardor, i l'estiu i l'hivern. Altres espècies autòctones de peixos d'aigua dolça que hi ha a la conca son Oncorhynchus clarkii clarkii, Entosphenus tridentatus, Acipenser medirostris, l'esturió blanc, la Klamath smallscale (catostòmids), Rhinichthys osculus i cotoïdeus. Entre els tàxons al·lòctons hi ha Richardsonius, perca americana, perca americana de boca petita, Pomoxis, Lepomis macrochirus, siluriformes, peix gat bru, la perca groga, la carpa, el carpí daurat, saboga sapidíssima, Ptychocheilus de l'Umpqua i espècies de truites.  El salmó platejat de la conca hidrogràfica pertany a una unitat evolutivament significativa (ESU) que va ser catalogada pel National Marine Fisheries Service com a espècie amenaçada el 1997 i reafirmada com a amenaçada el 2005.  El 2005 l'estat d'Oregon inclogué el salmó reial primaveral del Rogue com a potencialment en risc. 
Entre els arbres i arbustos que creixen a les zones riberenques al llarg del riu Rogue hi ha salzes, Alnus rubra, Alnus rhombifolia, Populus trichocarpa i Fraxinus latifolia. Algunes de les espècies comunes d'animals i ocells que hi ha al llarg del riu són l'os negre americà, la llúdriga del Canadà, Odocoileus hemionus columbianus, el pigarg americà, l'àguila peixatera, bernat americà, Cinclus i l'oca del Canadà.

## Activitats recreatives

### Nàutica
Soggy Sneakers: A Paddler's Guide to Oregon's Rivers enumera diverses llocs de descens d'aigües braves de diverses dificultats al llarg del riu Rogue superior, mitjà i inferior i els seus afluents. El recorregut més llarg al curs principal del riu aigües avall de Grants Pass és "una de les vies d'aigües braves més conegudes dels Estats Units".  Popular entre els caiaquistes i rafters, les 35-milla (56 km) consten de ràpids de classe 3+ separats per trams més suaus i piscines profundes. Tota la seva longitud està classificada com Wild and Scenic. 
La secció Wild del riu Rogue inferior recorre 33.8 milles (54.4 km) entre Grave Creek i Watson Creek. Per tal de protegir el riu d'un ús excessiu, només s'autoritza a baixar per aquest tram 120 usuaris (comercials i no comercials) al dia com a molt. Per a entrar-hi els navegants han d'obtenir un permís assignat mitjançant un procés de selecció aleatòria i recollir-lo al centre de visitants de Smullin, a unes 20 milles (32 km) a l'oest de la carretera interestatal 5 a la carretera Merlin–Galice, al Rand Ranger Station aigües avall de Galice. Altres trams del riu estan oberts als vaixells a motor. Una empresa de Gold Beach ofereix viatges en vaixell de fins a 104 milles (167 km) d'anada i tornada pel baix riu Rogue. Una altra empresa ofereix excursions en jetboat a la secció Hellgate del riu més avall de Grants Pass. 

### Senderisme
El sender del riu Upper Rogue, un <i>National Recreation Trail</i>, segueix de prop el riu durant unes 40 milles (64 km) des de la seva capçalera a la vora del Parc Nacional Crater Lake fins al límit del Bosc Nacional Rogue River a la comunitat de muntanya de Prospect. Al llarg de la ruta destaquen un canyó fluvial tallat a través de la pedra tosca dipositada per l'explosió del mont Mazama fa uns 8.000 anys; el Rogue Gorge, revestit de lava negra, i Natural Bridge, on el riu travessa un tub de lava de 250-peu (76 m) de llargada. Entre Farewell Bend i Natural Bridge, el camí passa pel districte històric de Union Creek, un lloc amb edificis turístics de principis del segle XX i una antiga estació de guardaboscos que figuren al Registre Nacional de Llocs Històrics .
El Lower Rogue River Trail, un sender recreatiu nacional de 40 milles (64 km), discorre paral·lel al riu des de Grave Creek fins a Illahe, al Wild Rogue Wilderness, 27 milles (43 km) al nord-oest de Grants Pass. La zona sense carreteres per on transcorre el camí està gestionada pel Bosc Nacional de Siskiyou i el Districte de Medford del Bureau of Land Management i cobreix 224 milles quadrades (580 km2)   incloent 56 milles quadrades (150 km2)   del designat federal wilderness. Els motxillers utilitzen el camí per a fer excursions de diversos dies, mentre que els excursionistes d'un dia fan viatges més curts. A més dels paisatges i la vida salvatge, també hi ha vistes de ràpids i "nauters frenètics",  albergs a Illahe, Clay Hill Rapids, Paradise Creek i Marial, i el Rogue River Ranch i un museu. Els excursionistes poden agafar jetboats des de Gold Beach fins a alguns dels albergs entre maig i novembre. El sender connecta amb molts senders laterals més curts, així com amb les 27-milla (43 km) Illinois River Trail al sud d'Agness.  Els excursionistes també poden fer excursions pel Rogue que combinen la motxilla i el ràfting.
Rogue River Trail 1168 continua cap a l'oest 12 milles (19 km) al llarg del costat nord del riu des d'Agness fins al cap al Morey Meadow Trailhead. Forest Road 3533 ofereix una ruta de senderisme entre aquest camí i el pont de Lobster Creek, 5.8 milles (9 km) més a l'oest. El Rogue River Walk amb unes 6-milla (10 km) és el sender al llarg del costat sud del riu continua cap a l'oest fins a un cap d'un sender d'unes 4.7 milles (8 km) a l'est de Gold Beach.

### Pesca
La pesca esportiva al riu Rogue varia molt segons la ubicació. En molts llocs la pesca és bona des de les ribes dels rierols i les barres de grava, i a bona part del riu també es pesca des de vaixells. Amunt de Lost Creek Lake, el curs principal, de vegades anomenada North Fork, allotja truites variades. Entre el Lost Creek Lake i Grants Pass hi ha importants pesqueries de salmó reial de primavera i tardor, i salmó Coho de les piscifactories, l'estiu i l'hivern i la grossa truita arc de Sant Martí resident. El riu entre Grants Pass i Grave Creek té passos steelhead i chinook productives a l'estiu i l'hivern, així com bons llocs per a pescar truites. Des de Grave Creek fins a Foster Bar, totes menys les 15 milles (24 km) de la qual està tancada als jetboats, els pescadors hi pesquen a l'estiu i a l'hivern, el chinook i el coho a la primavera i la tardor. Prop d'Agness al riu s'hi pesquen abundosament steelhead immadures conegudes com a "half-pounders" (traduïble com "mitjos lliurers") que tornen de l'oceà al riu a l'agost en grans moles. El riu inferior té chinooks durant la primavera la i tardor, així com perques, Ophiodon elongatus i crancs a prop de l'oceà. 

### Parcs
Entre els parcs al llarg del Rogue, que comença a l'extrem nord-oest del parc nacional Crater Lake, hi ha <i>Prospect State Scenic Viewpoint</i>, una zona boscosa a 1 milla (1.6 km) al sud de Prospect amb una ruta de senderisme que duu a cascades i al riu Rogue. Joseph H. Stewart State Recreation Area té càmpings amb vistes a Lost Creek Lake. <i>Casey State Recreation Site</i> ofereix 29 milles (47 km) amb zones de navegació, pesca i pícnic al llarg del riu al nord-est de Medford. <i>TouVelle State Recreation Site</i> és un parc d'ús diürn al llarg del riu a la base de Table Rocks i adjacent al Denman Wildlife Area a unes 9 milles (14 km) al nord de Medford. Valley of the Rogue State Park, 12 milles (19 km) a l'est de Grants Pass, està construït al voltant de 3 milles (4.8 km) de la riba del riu.
Entre Grants Pass i l'àrea recreativa de Hellgate, el comtat de Josephine gestiona dos parcs, Tom Pearce i Schroeder, al llarg del riu., Amb 27 milles (43 km) de llargada Hellgate comença a la confluència dels rius Rogue i Applegate a unes 7 milles (11 km) a l'oest de Grants Pass. Aquest tram del Rogue, amb ràpids de classe I i II, 11 punts d'accés per a vaixells, 4 parcs i càmpings gestionats pel comtat de Josephine, acaba a Grave Creek, on comença el Wild Rogue Wilderness. Indian Mary Park, que forma part del sistema de parcs del comtat de Josephine, té tendes de campanya, iurtes i espais per a càmpings en 61 acres (25 ha) per la carretera Merlin – Galice a Merlin. Els altres tres parcs del comtat de Josephine a l'àrea recreativa de Hellgate són Whitehorse, davant de la desembocadura del riu Applegate; Griffin, un xic més avall de Whitehorse, i Almeda, aigües avall d'Indian Mary.